# Baroy
Baroy est une localité de la province de Lanao du Nord, aux Philippines. En 2015, elle compte 22 600 habitants.